# Naudeus bivittatus
Naudeus bivittatus är en insektsart som beskrevs av Naudé 1926. Naudeus bivittatus ingår i släktet Naudeus och familjen dvärgstritar. Inga underarter finns listade i Catalogue of Life.